# Adian Gupa
Adian Gupa is een bestuurslaag in het regentschap Dairi van de provincie Noord-Sumatra, Indonesië. Adian Gupa telt 769 inwoners (volkstelling 2010).